# Gmina Harlan (Ohio)
Gmina Harlan (ang. Harlan Township) – gmina w Stanach Zjednoczonych, w stanie Ohio, w hrabstwie Warren. W 2020 roku liczyła 4929 mieszkańców.